# Holowne uprawlinnja roswidky Ministerstwa oborony Ukrajiny
Holowne uprawlinnja roswidky Ministerstwa oborony Ukrajiny (Abkürzung im Deutschen/Englischen als HUR MO bzw. GUR MO, meist jedoch HUR), kyrillisch Головне управління розвідки Міністерства оборони України (Abkürzung ГУР МО), ist der Militärnachrichtendienst der Ukraine. Er ist neben dem Sicherheitsdienst der Ukraine und dem Sluschba sownischnjoji roswidky Ukrajiny einer der drei Geheimdienste des Landes, die jeweils Nachfolgeorganisationen des KGB mit Sitz in Kiew sind.
Seit 2016 ist die Eule das Symbol der HUR (zugleich ist die Fledermaus – ein Beutetier der Eulen – das Symbol der SpezNas der GRU), die Eule schwebt über einer Weltkarte und sticht mit einem Schwert vom Himmel nach einem ausgeschwärzten Russland. Die Russische Föderation war empört und bezeichnete dies als Provokation.
Zuerst lautete das Motto der HUR „Staatlichkeit, Professionalität, Anstand“, ab 2016 dann Sapiens Dominabitur Astris („Der Weise wird über die Sterne herrschen“) – eine Anspielung auf das Motto der feindlichen SpezNas der GRU („Nur die Sterne sind über uns“).
Unter Berücksichtigung des bedeutenden Beitrags der Geheimdienste der Ukraine zum Schutz der nationalen Interessen der Ukraine vor äußeren Bedrohungen wurde mit dem Erlass des Präsidenten der Ukraine Nr. 381/2018 der 7. September zum Tag der Hauptverwaltung Aufklärung des Verteidigungsministeriums der Ukraine eingeführt, der jährlich gefeiert wird.

## Aufgaben
Die HUR übt Tätigkeiten im Bereich Militär, Politik, Technik, Wirtschaft, Aufklärung, Informationsverarbeitung und Umwelt aus.
Ihr russischer Gegenpart und in der Organisation und Aufgabenstellung ähnlich ist der bekanntere Glawnoje Raswedywatelnoje Uprawlenije (GRU), der Militärnachrichtendienst der Russischen Föderation.
Drei Hauptziele des Nachrichtendienstes sind:
- Verarbeitung von Informationen, die relevant für die Sicherheit der Ukraine sind
- Bekämpfung von Organisierter Kriminalität und Terrorbekämpfung
- Erfassen ausländischer Bedrohungen für die Ukraine

## Abteilungen
Ausgewählte Abteilungen der HUR sind:
- Innere Sicherheit
- Wirtschaft und Finanzabteilung
- Strategische Informationen

## Bekannte Einsätze
Mit den Kraken verfügte die HUR über eine eigene Infanterieeinheit. Diese ist auch im russisch-ukrainischen Krieg im Einsatz.
Während des russisch-ukrainischen Krieges gab die HUR bekannt, dass sie mehrere Informanten in den Reihen der russischen Streitkräfte rekrutiert habe.
Die Ukraine informierte am 22. Juni 2023, dass Ende Mai 2023 ein Angriff auf die Zentrale erfolgt war.

## Führung
Im Jahr 2020 wurde Kyrylo Budanow stellvertretender Direktor des Auslandsnachrichtendienstes (SSRU) der Ukraine. Am 5. August 2020 wurde er vom ukrainischen Präsidenten Wolodymyr Selenskyj zum Direktor des Militärnachrichtendienstes der Ukraine (HUR) berufen.
Am Tag der Hauptverwaltung Aufklärung des Verteidigungsministeriums der Ukraine, dem 7. September 2023, beförderte der ukrainische Präsident den Chef der HUR in den Rang eines Generalleutnants (sog. „Dreisternegeneral“, da die Dienstgradabzeichen drei Sterne zeigen) und überreichte ihm die entsprechenden Schulterklappen.

## Bilder

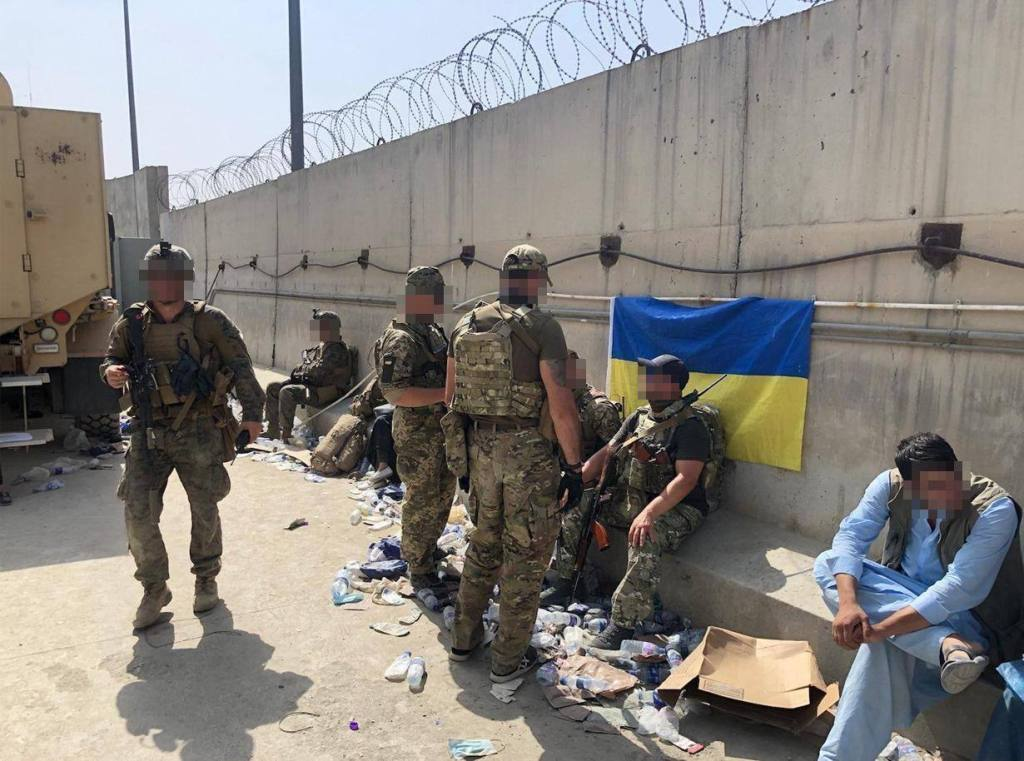
Mitglieder der HUR in Afghanistan 2021
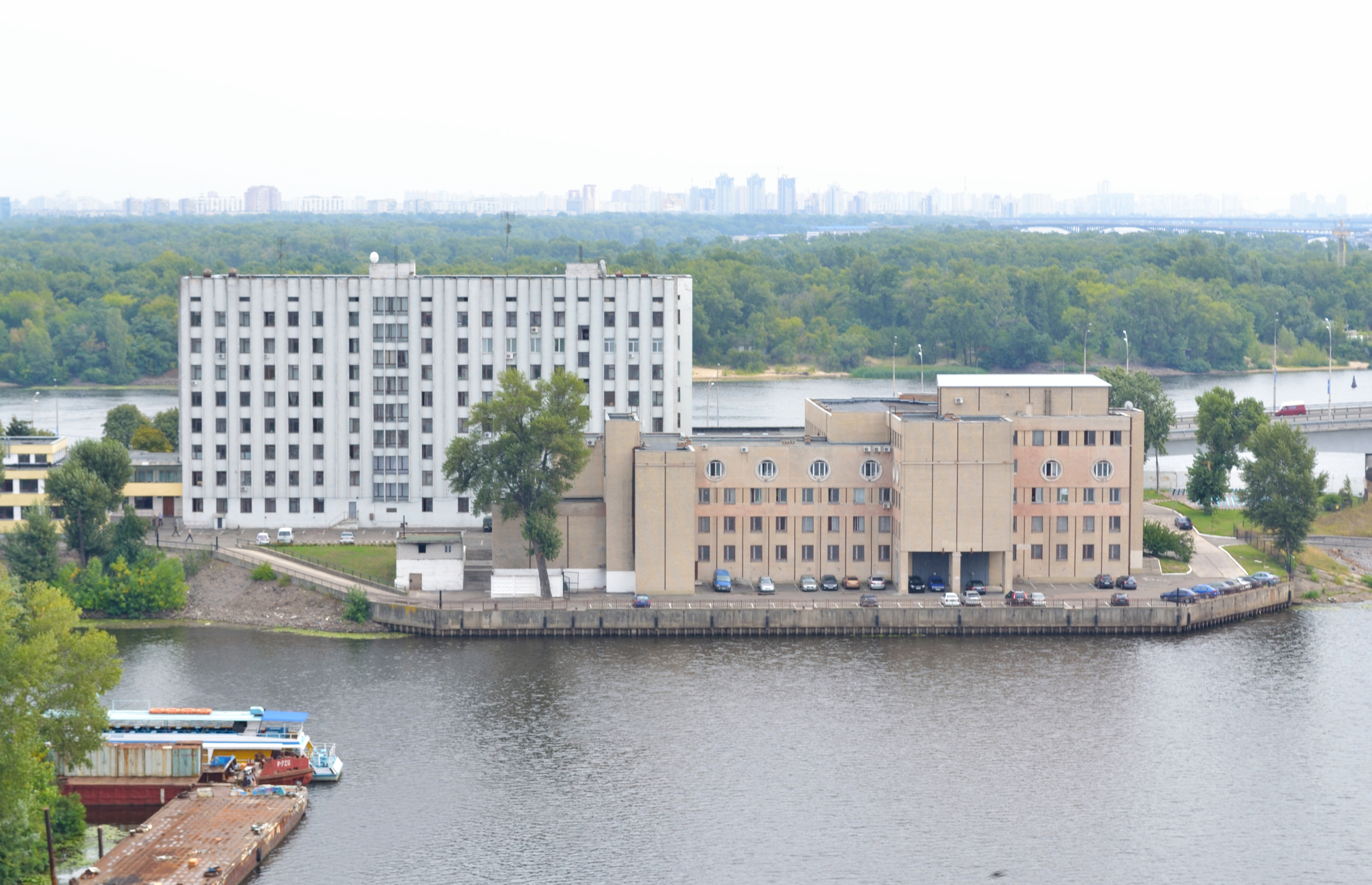
Das Hauptquartier in Kiew auf der Halbinsel Rybalskyj-Insel im Dnipro (2012)